# Škoda 15Tr
Le Škoda 15Tr est un modèle de trolleybus, conçu et fabriqué par Škoda Holding.

## Histoire
Afin de disposer d'un nouveau trolley articulé, l'entreprise élabore une version articulée du Škoda 14Tr, avec un prototype dès 1983. La production en série n'est toutefois lancé qu'en 1988.

## Versions
Une version 12m du 15Tr existait sous le nom de Škoda 14Tr.

## Commercialisation
Le Škoda 15Tr est particulièrement répandu dans les réseaux d'Europe de l'Est : République tchèque, Slovaquie ou Ukraine.